# Час мелодій (мультфільм)
«Час мелодій» (англ. Melody Time) — повнометражний мультфільм студії Walt Disney Studios, випущений 27 травня 1948 року. Це десятий класичний мультфільм компанії Волта Діснея і п'ятий(передостанній) «пакетний» анімаційний фільм цієї студії після «Салют, друзі!», «Три кабальєро», «Зіграй мою музику» і «Веселі і безтурботні».

## Сегменти
«Час мелодій» включає сім сегментів: Once Upon a Wintertime — Френсіс Ленгфорд головну пісню про двох закоханих, які в грудні вирішили покататися на льоду. Як і ряд інших сегментів цього мультфільму, «Once Upon a Wintertime» був випущений як окрема короткометражка 17 вересня 1954 року. В цей же сегмент увійшло в «Disney Sing — Along — Songs: Very Merry Christmas Songs» як фонового фільму для пісні «Jingle Bells».
Bumble Boogie — цей сегмент є сюрреалістичним кошмаром для бджоли, яка намагається втекти від візуального і музичного безумства. Музика, що грає в сегменті, — це джазова версія «Польоту джмеля» Римського–Корсакова, виконана Фреді Мартіном і його оркестром.
The Legend of Johnny Appleseed — ця частина оповідає історію Джона Чемпена, який провів велику частину свого життя, мандруючи по Середньозахідній Америці (головним чином по Іллінойсу і Індіані) та займаючись посадкою яблунь, тим самим заробивши прізвисько Джоні Яблучне Насіннячко. Усіх персонажів у цьому сегменті озвучив Деніс Дей, окрім ангела, якого озвучив Даллас Маккеннон (не вказаний в титрах). Цей сегмент був випущений як окрема короткометражка 25 грудня 1955 року під назвою «Johnny Appleseed».
Little Toot — сюжет сегменту ґрунтується на однойменній історії Харді Граматки. Головний герой, маленький буксир Little Toot, хоче бути схожим на свого батька Big Toot, але постійно потрапляє в неприємності. Пісню для цього сегменту виконують сестри Ендрюс. Trees — виклад відомого вірша Альфреда Джойса Кілмера.
Blame It on the Samba — Дональд Дак і Хосе Каріока зустрічають арауканського птаха, який знайомить їх задоволенням від самби. Супроводжуюча цей сегмент музика — це полька 1914 року   Ернесто Назарета з доданими англійськими словами.
Pecos Bill — остання частина фільму, це розповідь про відомого героя з Техасу, ковбоя Пекосе Білле. Сегмент є переказом історії Роєм Роджерсом, Бобом Ноланом і The Sons of the Pioneers Бобі Дрисколлу та Луане Паттен. У деяких випусках мультфільму були вирізані усі сцени, де Біл палить сигарети.

## У ролях
- Рой Роджерс — сам себе; оповідач; співак (Pecos Bill)
- Денніс Дей — оповідач; співак; персонажі (Johnny Appleseed)
- Сестри Ендрюс — вокал (Little Toot)
- Фред Веринг — вокал (Trees)
- Етель Сміт — органіст (Blame It On the Samba)
- Френсіс Лангфорд — вокал (Once Upon a Wintertime)
- Бадді Кларк — оповідач; співак
- Боб Нолан — самого себе; оповідач; співак (Pecos Bill)
- The Sons of the Pioneers — самі себе; оповідачі; співаки (Pecos Bill)
- The Dinning Sisters — вокал (Blame It On the Samba)
- Бобі Дрісколл — самого себе (Pecos Bill)
- Луана Паттен — саму себе (Pecos Bill)

## Нагороди
1948 рік — фільм брав участь у Венеційському кінофестивалі (Venice Film Festival) і переміг як кращий анімаційний фільм.